# (35865) 1999 JL68
1999 JL68 (asteroide 35865) é um asteroide da cintura principal. Possui uma excentricidade de 0.15564590 e uma inclinação de 3.47122º.
Este asteroide foi descoberto no dia 12 de maio de 1999 por LINEAR em Socorro.